# Brahim Konstantini
 (septembre 2020).
Si vous disposez d'ouvrages ou d'articles de référence ou si vous connaissez des sites web de qualité traitant du thème abordé ici, merci de compléter l'article en donnant les références utiles à sa vérifiabilité et en les liant à la section « Notes et références ».
Brahim Konstantini (arabe : ابراهيم القسنطيني soit Ibrahim Al-Qasentini), né le 15 novembre 1932 à Sfax, est un sculpteur, médailleur et enseignant tunisien.

## Biographie
Brahim Konstantini étudie à l'École nationale supérieure des beaux-arts de Paris à la fin des années 1950. Après son retour en Tunisie en 1961, il est chargé de réaliser le buste du président tunisien de l'époque, Habib Bourguiba. C'est le début de la vie professionnelle de l'artiste, créateur de nombreuses sculptures, reliefs, médailles et monuments.
Il fonde et dirige l'Académie Konstantini d'arts et métiers au 26, rue du Métal à l'Ariana,. En 1996, Khaled Tlatli réalise un portrait de l'artiste pour la chaîne Tunisie 7.
Il expose régulièrement au Festival international des arts plastiques de Mahrès.

## Œuvres

Œuvres de Brahim Konstantini
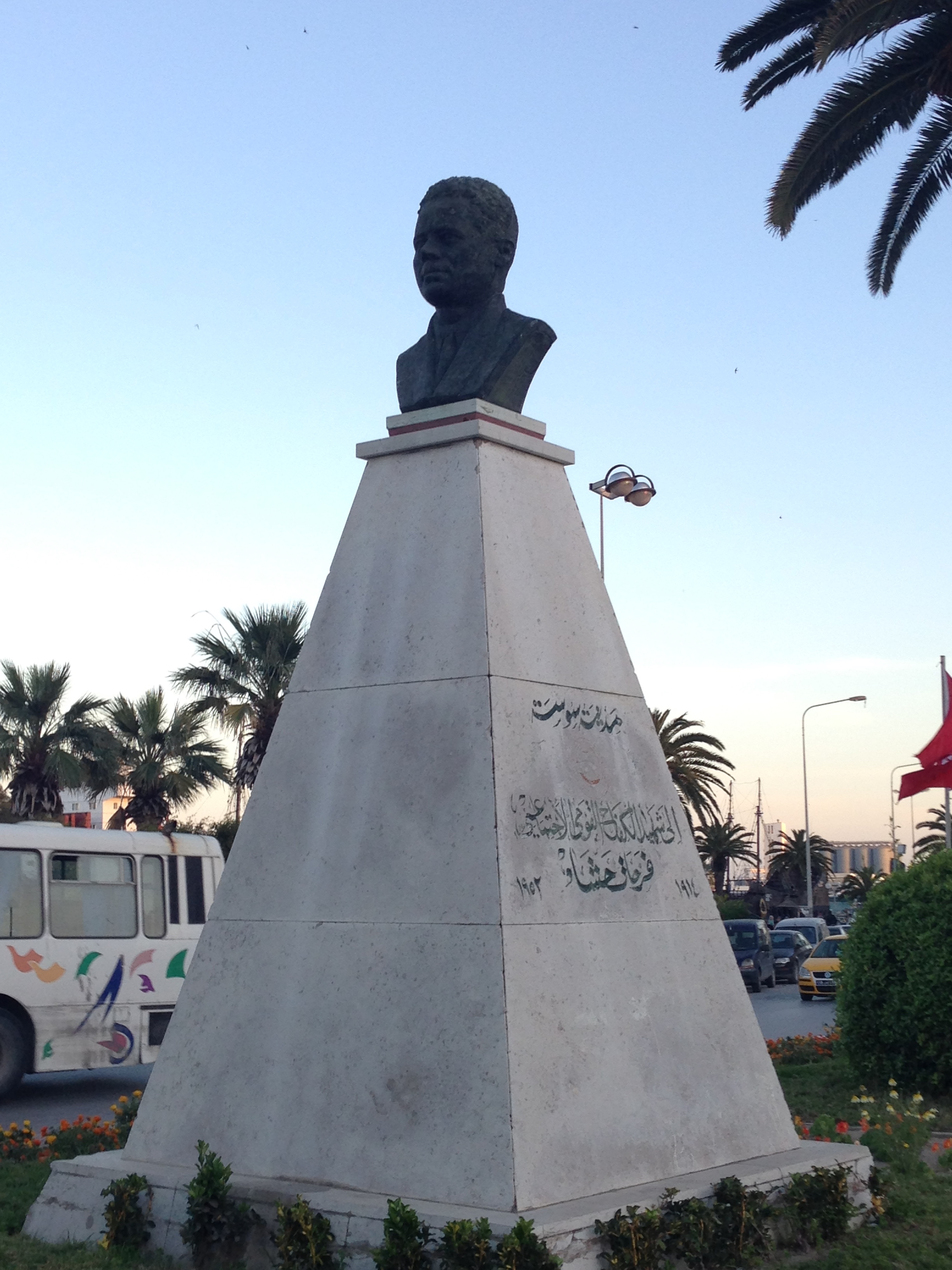
Monument à Farhat Hached (1963), bronze, Sousse.
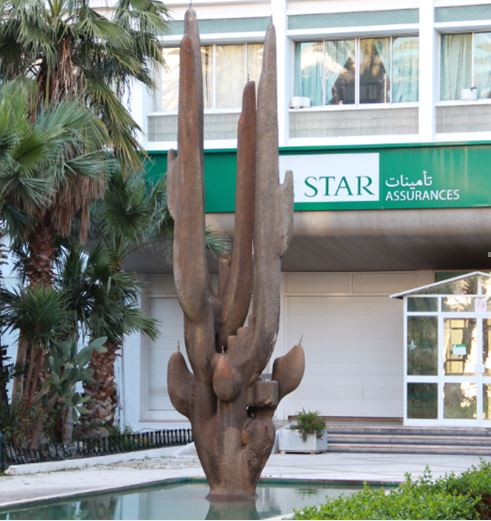
Sculpture-fontaine (1965), béton, 10 m, Tunis, avenue de Paris.
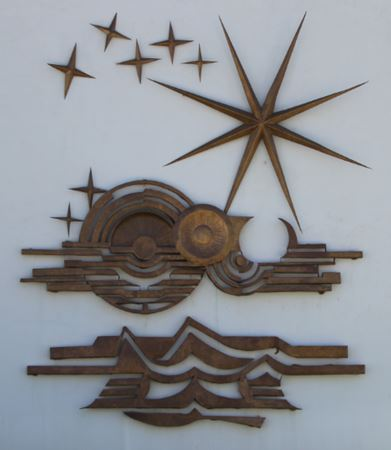
Bas-relief pour l'Institut de la météorologie (1968), bronze, 5 × 7 m, Tunis.
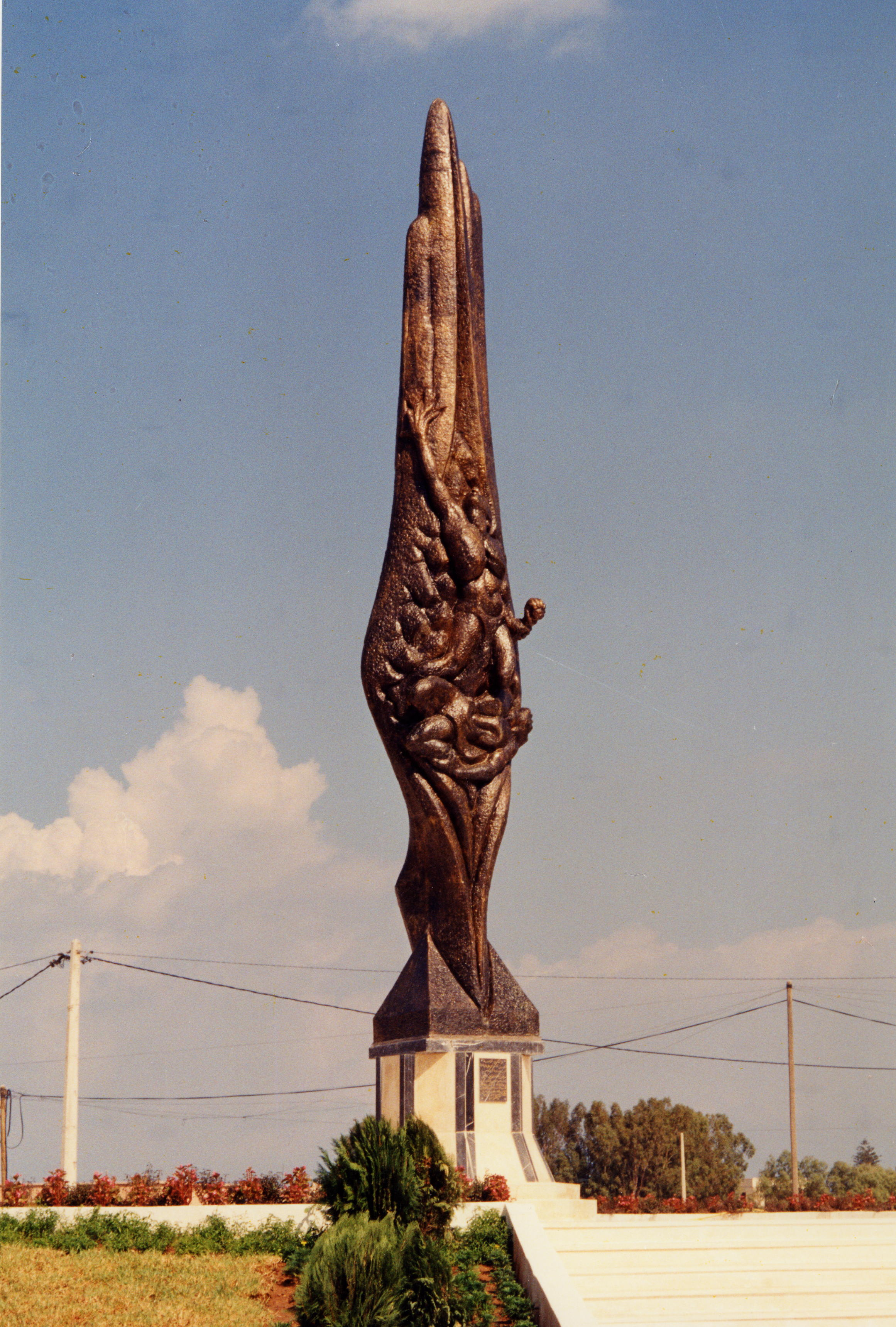
Les Martyrs (1990), bronze, 12 m, Tunis.
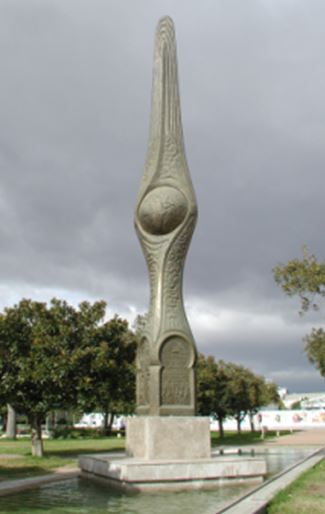
Les Droits de l'Homme (1997), 14 m, Tunis.
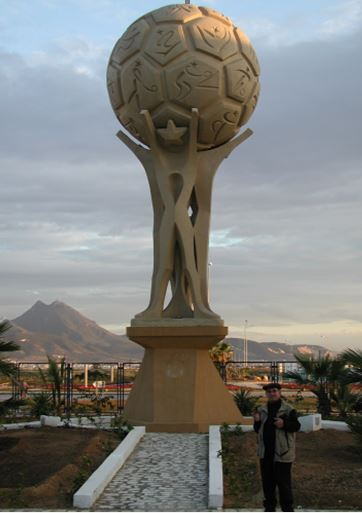
XIV Jeux Méditerranéens (2001), polyester, 10 m, Tunis.
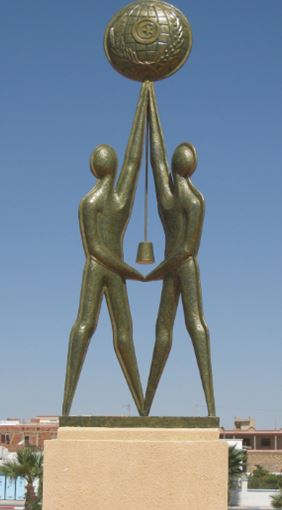
Solidarité mondiale (2008) polyester, 10 m, Mahrès.

## Distinctions
- 1991 : troisième classe de la médaille culturelle[4].